# 戴王綸
戴王纶，字经碧，号一斋，直隶沧州（今河北沧县）人。

## 生平
戴王纶为顺治五年（1648年）戊子科顺天乡试第五名举人，顺治十二年（1655年）中一甲第二名进士（榜眼），授翰林院编修。官至江西粮道。康熙十八年（1679年）举博学鸿词科。工诗、书，善于画兰。

## 家族
父戴明说，明崇祯四年进士，官至户部尚书。